# Art hel·lenístic

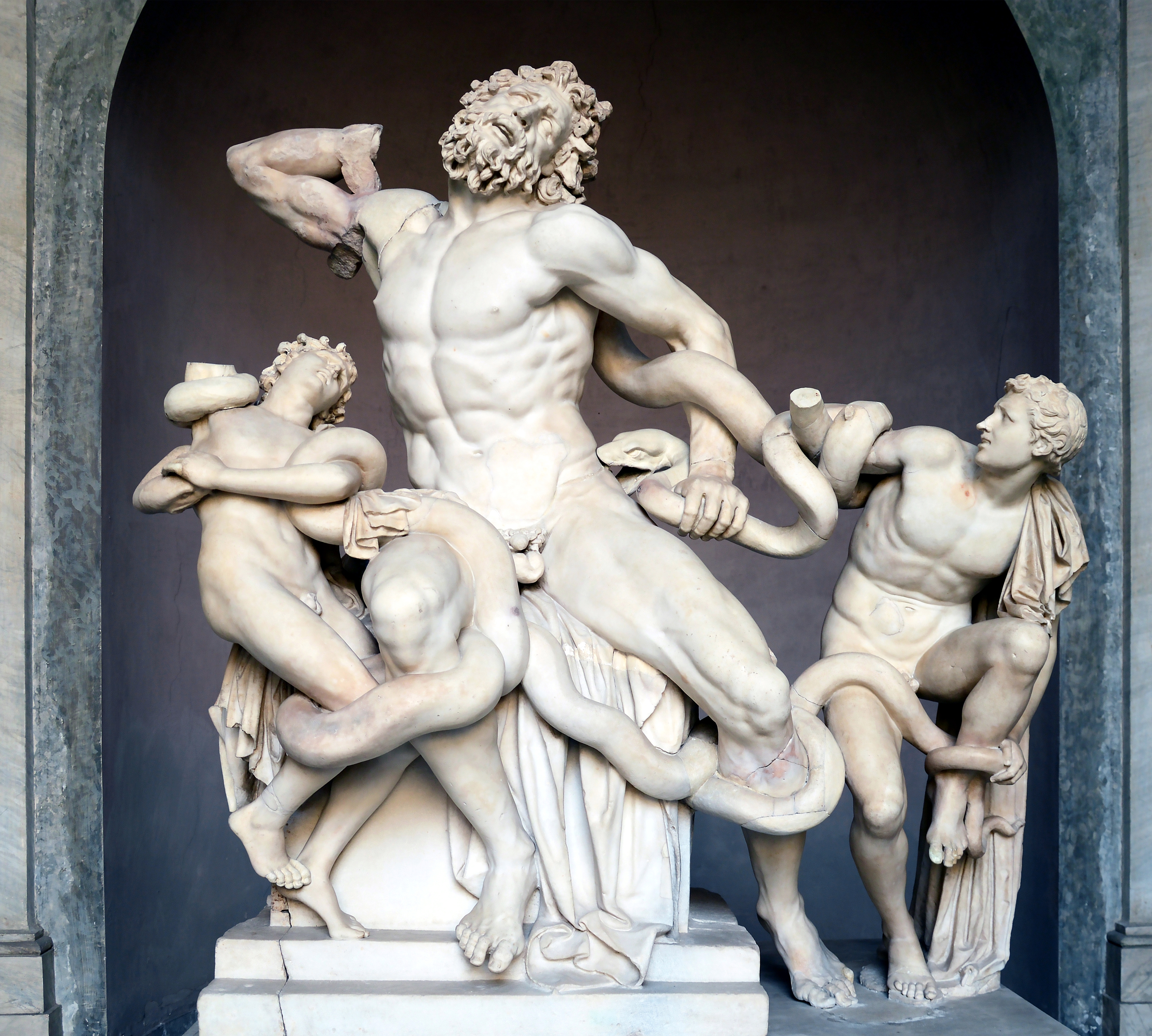
Grup escultòric de Laocoont i els seus fills (segle II aC o segle I aC), Museu Pio-Clementino Vaticà

L'art hel·lenístic és l'art del període clàssic que es dua terme entre la mort d'Alexandre Magne i l'emergència de l'antiga Roma que significa la batalla d'Àccium en 31 aC. Moltes de les obres d'art grec més conegudes pertanyen a aquest període: per exemple, el Laocoont i els seus fills, la Venus de Milo o fins i tot la Victòria de Samotràcia.
Un nou enfocament historiogràfic i alguns descobriments recents, com ara les tombes de Vergina, han permès una millor comprensió de la riquesa artística d'aquesta època.
Durant el període hel·lenístic, hi va haver una gran demanda d'obres d'arquitectura, escultura i pintura. Aquesta revifalla va ser causa, en gran part, de la prosperitat econòmica que es vivia en aquella època, i també de la competència que els reis tenien entre ells per l'afany d'embellir les seves ciutats: les antigues i les fundades recentment amb l'aparició de la classe social burgesa. Aquesta classe social era molt nombrosa i tenia grans possibilitats econòmiques que li permetien rivalitzar amb els grans senyors. Els millors clients de l'art van ser els reis i els burgesos; la demanda oficial de tipus religiós quedava en segon pla. Un altre fenomen característic d'aquests temps fou el sentit d'urbanització que grans sol·licituds artístiques van proporcionar. L'art hel·lenístic va triomfar, es va estendre per tot l'univers hel·lènic i, malgrat la discrepància entre les diferents escoles, va existir sempre una creació comuna, alguna cosa semblant al que havia passat amb el grec koiné.

## Arquitectura

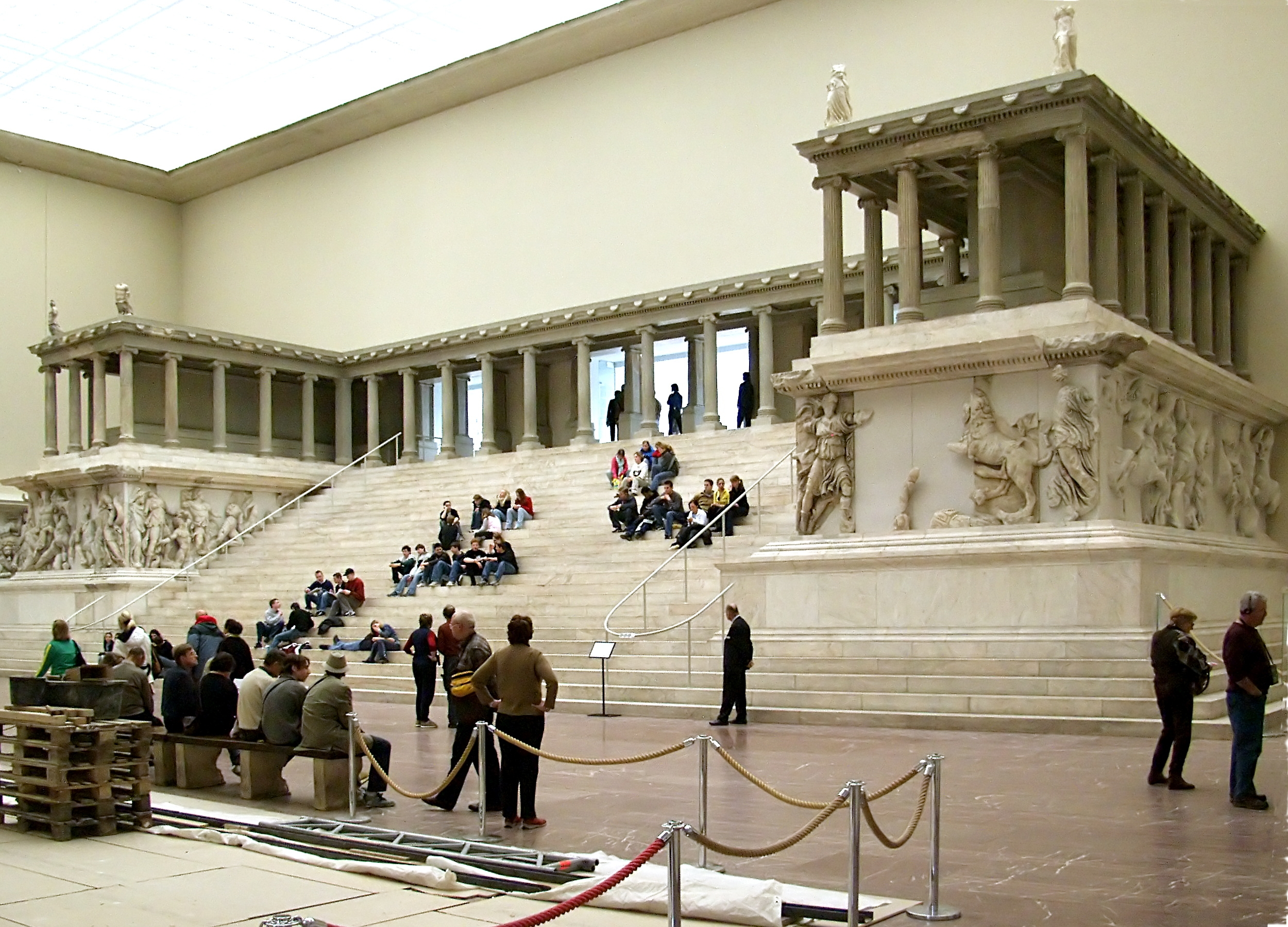
Altar de Pèrgam, Museu de Pèrgam, Staatliche Museen, Berlín

Una de les característiques del període hel·lenístic és la divisió de l'imperi d'Alexandre el Gran en petits imperis personals fundats pels diàdocs, els generals del conqueridor: làgides a Egipte, selèucides a Síria, atàlides a Pèrgam, etc.
Pel que fa a l'arquitectura, es van desenvolupar grans complexos urbanístics. Aquest nou urbanisme, en lloc d'actuar sobre el terreny i corregir-ne les deficiències, s'adaptava a la seva naturalesa i realçava les seves qualitats. També va influir en el creixement de nombrosos llocs d'esplai com teatres i jardins públics. Les monarquies hel·lenístiques tenien un avantatge sobre les antigues monarquies, per bé que aquestes solien tenir grans espais on crear noves ciutats: per exemple, Antioquia, Pèrgam o Selèucia del Tigris.
Pèrgam, en particular, és un exemple típic de l'arquitectura hel·lènica. Des d'una senzilla fortalesa situada a l'acròpoli, diversos reis atàlides van erigir un colossal complex arquitectònic. Els edificis es van desplegar en ventall al voltant de l'acròpoli tenint en compte la naturalesa del terreny. L'àgora, situada al sud, està vorejada amb galeries de columnes o stoa i sobre la terrassa inferior. És el punt de partida d'un carrer que travessa tota l'acròpoli que separava, d'una banda, els edificis administratius, polítics i militars que se situaven a l'est i al cim del penyal i, d'altra banda, els santuaris que se situaven a l'oest a mitjana alçada. D'aquests santuaris, el més important és el que acull el gran altar monumental, anomenat altar dels «dotze déus» o «dels déus i gegants», que constitueix una de les obres mestres de l'escultura grega. També hi ha un teatre gegantí: té les seves grades en els vessants del turó i podia arribar a tenir un aforament de gairebé 10.000 espectadors.
És l'època del gegantisme. Per exemple, el segon temple d'Apol·lo a Dídima estava situat a uns vint quilòmetres de Milet, a Jònia. Va ser concebut a la fi del segle iv aC per Daphnis de Milet i Paionios d'Efes, però els treballs, mai acabats, continuaren fins al segle ii. El santuari és un dels més grans mai construïts a la zona de la Mediterrània. A l'interior del temple hi havia un gran pati, la cella estava envoltada per una doble columnata de 108 columnes jòniques de gairebé 20 metres d'alçada; les bases i els capitells estaven tallats.

## Escultura

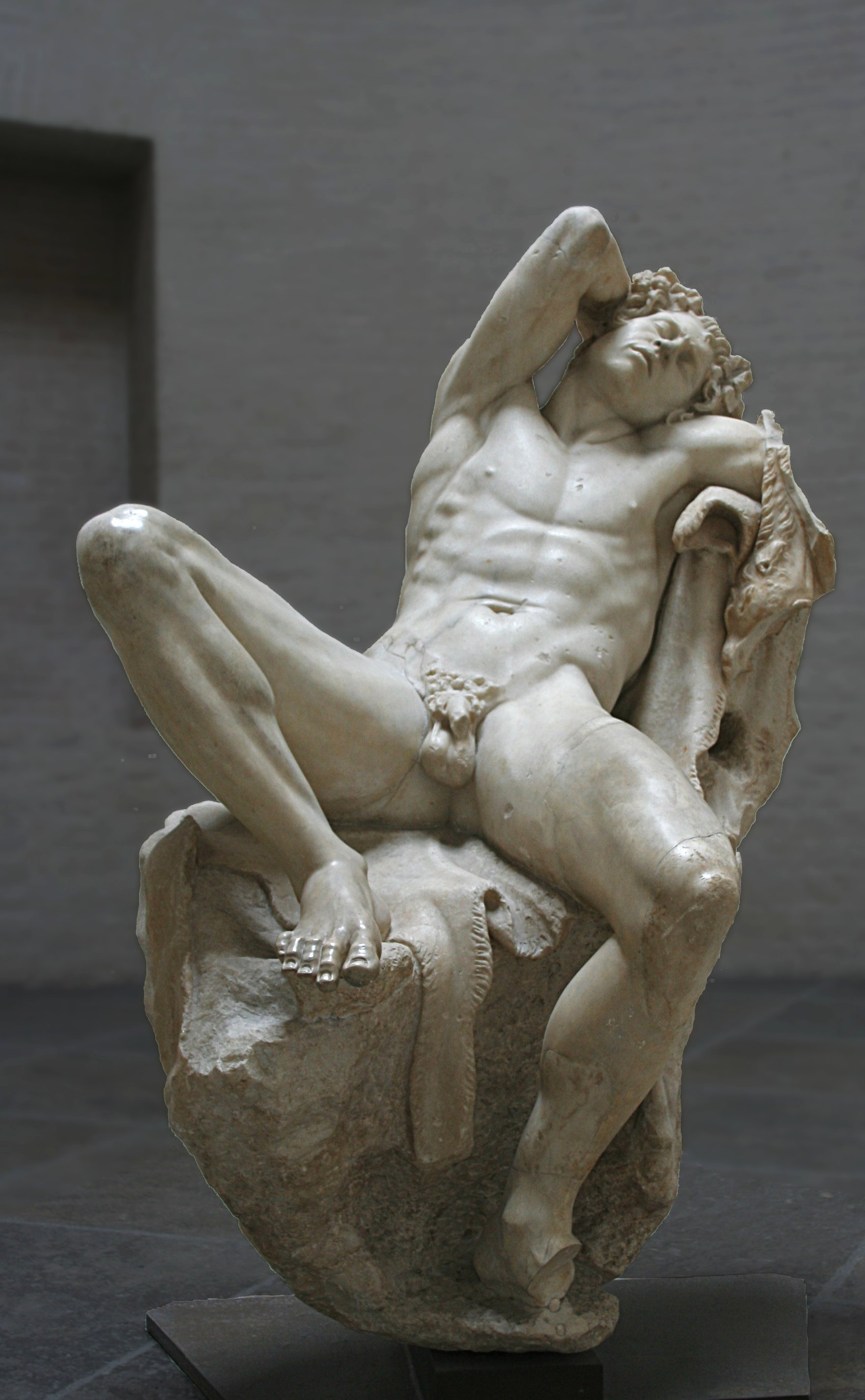
Faune Barberini, còpia en marbre, d'un original en bronze. Cap als anys -200 al 200. Gliptoteca de Múnic

L'escultura hel·lenística incorpora innovacions del segon classicisme, com ara l'estudi de les vestidures, de la transparència en els vestits, i de la flexibilitat en les actituds. La Venus de Milo, tot i ser còpia d'un clàssic, es distingeix pel desviament dels malucs. La nova recerca es basava essencialment en l'atmosfera i l'expressivitat, cosa evident en aquells retrats en què l'artista plasmava el caràcter del seu model abans que l'exactitud dels trets representats. En les grans estàtues, l'artista explorava motius com el dolor, el son o la vellesa. Per exemple, el Faune Barberini de la Gliptoteca de Múnic representa un sàtir adormit amb el posat relaxat i la cara ansiosa: segurament era víctima de malsons. La dona èbria, també de Múnic, mostra de manera inequívoca una anciana pobra, pertorbada, que estrenyia la seva gerra de vi contra ella mateixa. D'altra banda, l'obra de Laocoont i els seus fills representa la mort del sacerdot troià Laocoont que, castigat pels déus, intenta fugir desesperadament de les serps sense mirar tan sols els seus fills moribunds.

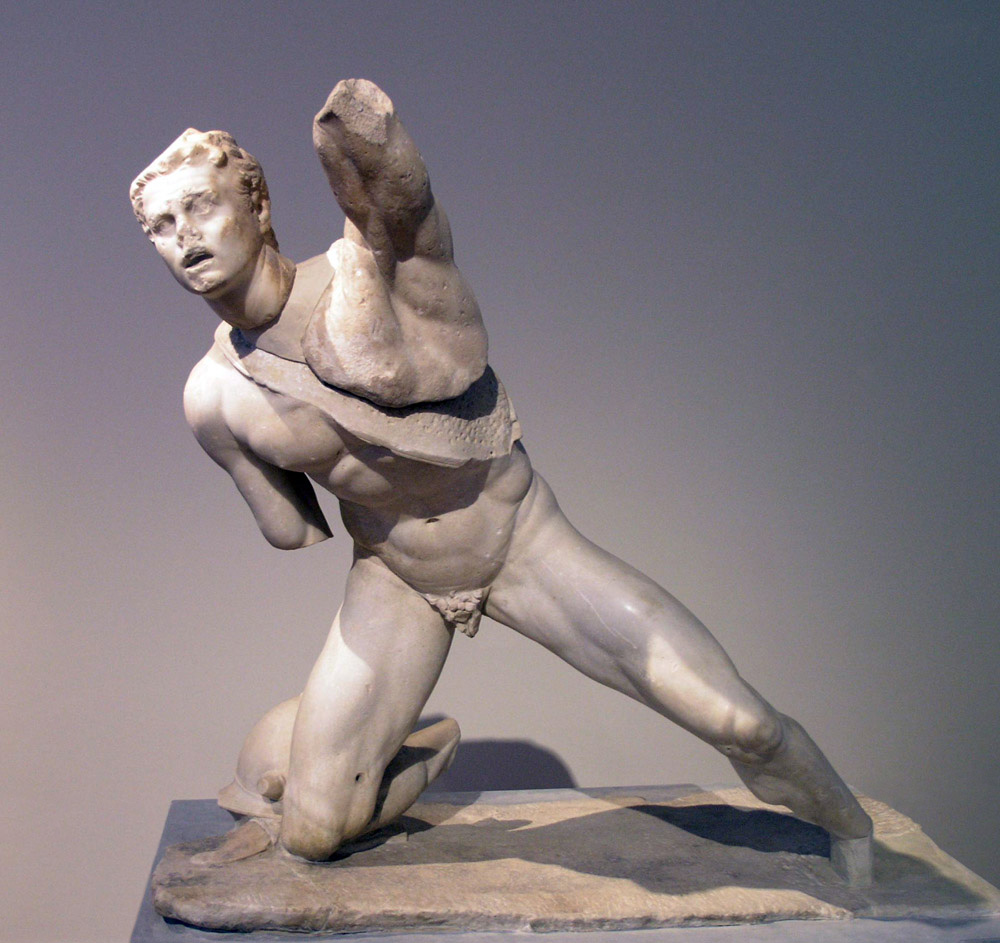
Gàlata ferit. Cap als anys -100 fins al 100. Museu Arqueològic Nacional d'Atenes

Pèrgam destaca no sols per la seva arquitectura, sinó també per la seu d'una brillant escola d'escultura anomenada "barroc pergamià". Els escultors dels segles anteriors revivien moments dolorosos que trobaven expressius per a les seves composicions en tres dimensions: sovint eren en V i d'un hiperrealisme anatòmic. Àtal I de Pèrgam (269 -197 aC), per commemorar la seva victòria de Caicos (237 aC) contra els gals -anomenats gàlates pels grecs- va fer esculpir dues sèries de grups votius: el primer, dedicat a l'acròpoli de Pèrgam, inclou el famós Gàlata moribund i Gàlata suïcidant-se amb la seva dona (Gàlata Ludovisi), l'original del qual s'ha perdut (la millor còpia és al Museu Nacional Romà al Palau Massimo alle Terme de Roma). El segon grup es va oferir a Atenes i es compon de petites estàtues en bronze de grecs, d'amazones, de déus i gegants, de perses i de gals. L'Artemis Rospigliosi del Museu del Louvre és probablement una còpia d'un d'ells, mentre que les còpies del Gal ferit són molt nombroses en l'època romana. L'expressió dels sentiments, la força dels detalls -com els cabells i les barbes molt espesses i la violència dels moviments- són les característiques de l'estil pergamià.
Aquestes característiques es portaran al màxim nivell en el fris de l'altar de Pèrgam, decorat per ordre d'Èumenes II de Pèrgam (197-159 aC) d'una gigantomàquia que s'estén més de 110 metres de llarg per a il·lustrar, en pedra, un poema compost especialment per a la cort. Els déus olímpics triomfen sobre els gegants, la majoria dels quals s'han convertit en animals salvatges: serps, aus rapinyaires, lleons o bous. La seva mare Gea els vol ajudar, però no hi pot fer res i els ha de veure patir sota els cops dels déus.

## Pintura i mosaics

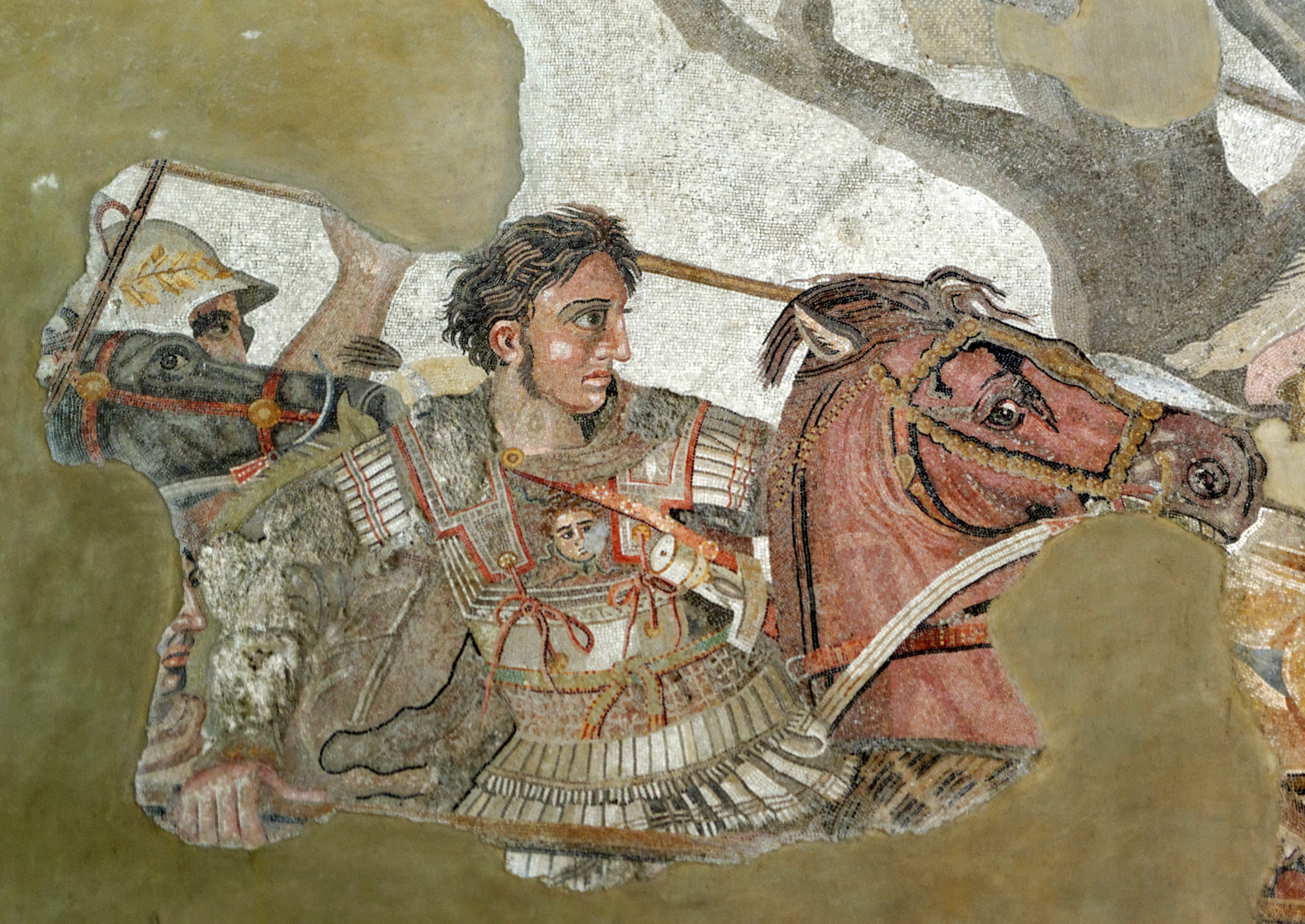
Mosaics d'Alexandre, llar de la Vida Silvestre a Pompeia, Museu Nacional d'Arqueologia de Nàpols

Són pocs els exemples de pintura mural grega que han perdurat al llarg dels segles. Durant molt de temps, hem hagut limitar-nos a estudiar l'herència hel·lenística en els frescs romans, per exemple, en els de Pompeia o Herculà. Alguns mosaics ens donen, però, una bona idea de la gran pintura de l'època hel·lenística: es tracta de còpies de frescs. El famós mosaic d'Alexandre mostra l'enfrontament del jove conqueridor amb el gran rei Darios III de Pèrsia en la batalla d'Issos (333 aC), un mosaic que decora les parets de la casa del Faune a Pompeia. És una còpia d'una obra descrita per Plini el Vell (XXXV, 110) pintada per Filoxé d'Eritrea per a Cassandra de Macedònia al final del segle quart. El mosaic ens permet admirar l'elecció de colors, la composició del conjunt en moviment, i l'expressivitat dels rostres.
Els recents descobriments arqueològics realitzats en particular al cementiri de Pagasas (a l'actual Volos), situada a la vora del golf Pagasètic, i fins i tot a Verghina (1987), l'antic Regne de Macedònia, han tret a la llum obres originals. A la tomba anomenada Philipo II, s'ha trobat un gran fris que representa el rei caçant un lleó. Destaca per la seva composició, la posada en escena dels personatges en l'espai i per la representació realista de la natura.
El període hel·lenístic és el període del desenvolupament en l'elaboració del mosaic, especialment amb les realitzacions d'Insulsos de Pèrgam, que va viure al segon segle aC i fou l'únic artista del mosaic citat per Plini (XXXVI, 184). El seu gust per l'artifici es troba en alguns treballs que se li atribueixen, com el sòl no escombrat del museu Vaticà, que representa els components d'un menjar (espines de peix, ossos, closques buides, etc.) I el gibrell dels Coloms del Museu del Capitoli, conegut per una reproducció descoberta a la Vil·la Adriana. Alguns experts, com Michael Donderer, creuen que n'és l'original. El mosaic representa quatre coloms posats a la vora d'una cubeta plena d'aigua. Un d'aquests està bevent aigua mentre que els altres semblen descansar, això crea efectes de reflexos i ombres dins l'aigua que estan molt treballats per l'artista.

## Ceràmica

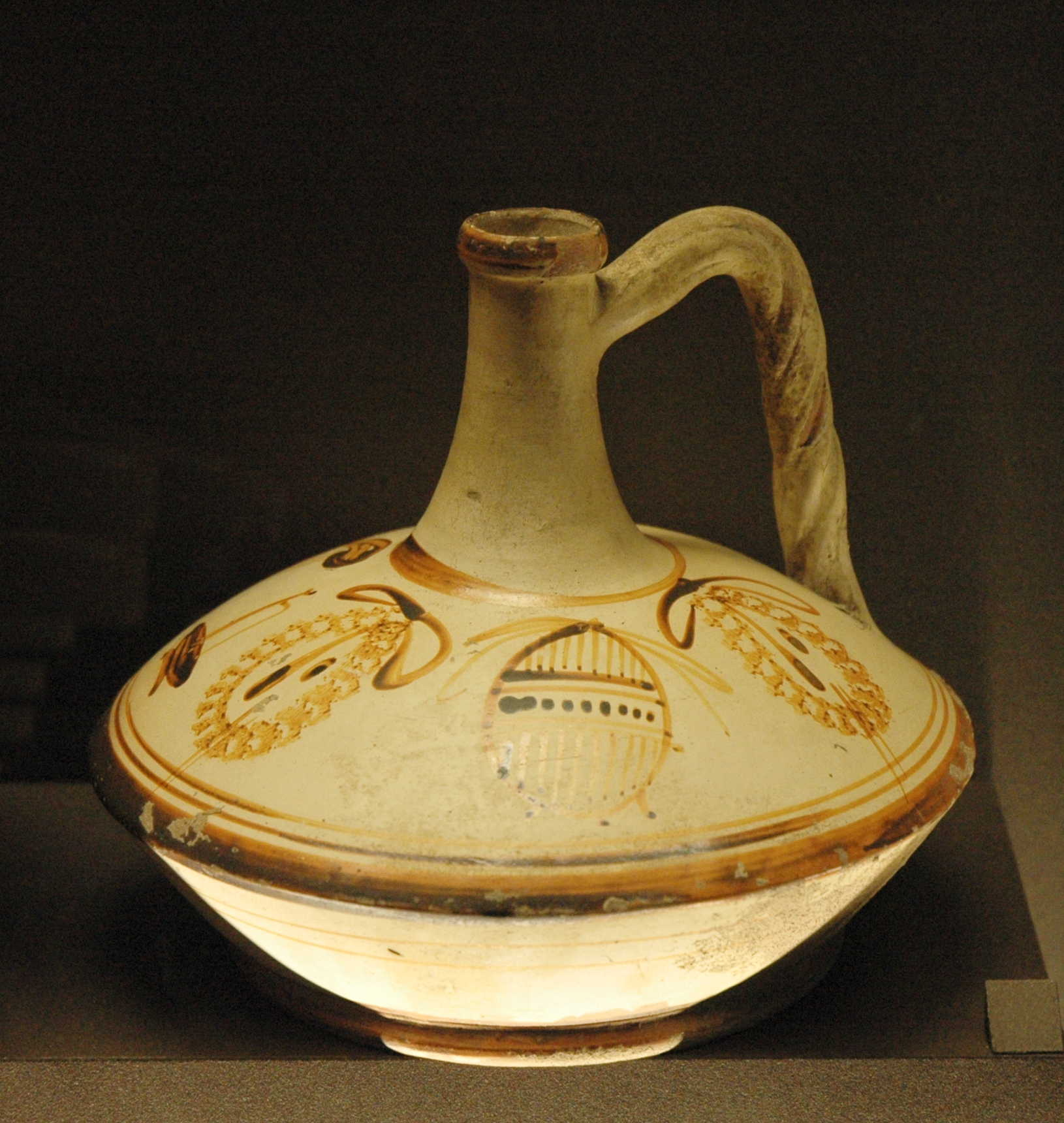
Lagena decorada amb instruments musicals (150-100 aC), Museu del Louvre

L'època hel·lenística és la del declivi dels atuells pintats. Els recipients més difosos són llisos i de color negre, amb una aparença brillant que s'aproxima al vernís, decorats amb motius senzills i fistons. És també en aquesta època quan apareixen els atuells en relleu; probablement, són imitació dels atuells fets amb metalls preciosos. Hi ha relleus complexos, basats en animals o monstres mitològics. Les formes que presenten estan inspirades en la tradició del metall: per exemple, la lagena, gerra de vi típica de l'època.
Paral·lelament, subsisteix una tradició de pintura figurativa policromada. Els artistes busquen una major varietat de matisos que en el passat. No obstant això, aquests nous colors són més delicats i no suporten el foc; per tant, a diferència del que és habitual, es pintaven després de la cocció. La fragilitat dels pigments prohibia l'ús freqüent d'aquests gots, que estan reservats per a ús funerari. Còpies dels gots més representatius d'aquest estil procedeixen de Centuripe, Sicília, un taller on es van treballar al segle iii aC. Aquests gots es caracteritzen per tenir un fons pintat de rosa. Els personatges com dones es representen vestits amb robes de colors: blau-violeta, groc clar i blanc. L'estil recorda el de Pompeia i se situa molt més al costat de la gran pintura contemporània que de l'herència de la ceràmica de figures vermelles.

## Arts menors

### Art del metall

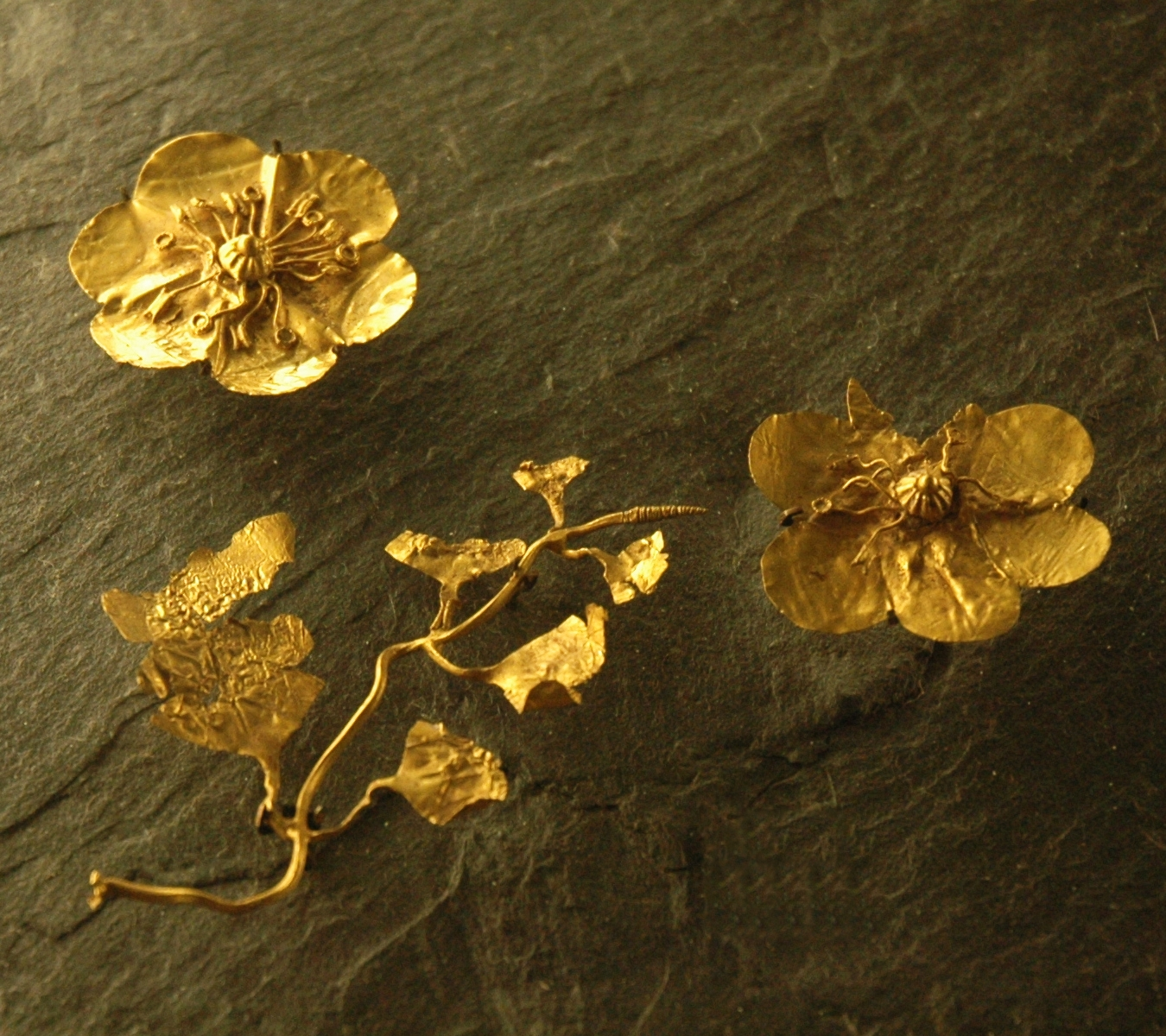
Elements d'una corona funerària (tercer segle aC) Museu del Louvre

Els avenços en el colat del bronze van permetre als grecs realitzar grans obres, com ara el famós Colós de Rodes, de fins a 32 metres. Malauradament, aquesta obra es va trencar a causa d'un terratrèmol, i com aquesta, molts altres grans bronzes s'han perdut; la majoria han passat per un procés de fusió per tal de recuperar el material. Només en queden, doncs, objectes petits. Afortunadament, durant el període hel·lenístic i després de les conquestes occidentals, la matèria primera va ser abundant.
El treball dels gerros amb metall va adquirir noves dimensions: els artistes van començar a competir entre ells amb virtuosisme. A Panagyurshiste, l'actual Bulgària, s'han trobat gerros d'or esculpits hàbilment: en un d'aquests, es pot observar dos centaures encabritats que formen l'empunyadura d'una àmfora. A Derveni, no gaire lluny de Tessalònica, s'ha trobat un gran crater, en una tomba, construït amb volutes de bronze que data aproximadament del 320 aC i amb un pes al voltant d'uns 40 quilos. El gerro està decorat amb un fris de figures en relleu d'uns 32 centímetres que representen Dionís envoltat d'Ariane i el seu thiese (practicant de cultes secrets). El coll està decorat amb adorns i s'observen quatre sàtirs que estan asseguts a la vora del ventre del gerro. L'evolució és similar a la de l'art de la joieria. Els joiers de l'època tracten de forma excel·lent els detalls i les filigranes: per exemple, les corones funeràries imiten fulles d'arbres o espigues de blat molt realistes. En aquesta època, també es van estendre les incrustacions en pedres precioses.
També estan de moda les figuretes que representen divinitats i temes de la vida quotidiana. Així, sorgeix la temàtica del "négrillon", sobretot a l'Egipte làgida. Aquestes estatuetes negres d'adolescents van tenir molt d'èxit fins a l'època romana. De vegades, es limiten a repetir una figura de la «gran escultura». N'hi ha moltes rèpliques en miniatura com la del Tiquet ('bona sort') d'Antioquia. L'obra original data de principis del segle iii.

### Figuretes de fang cuit

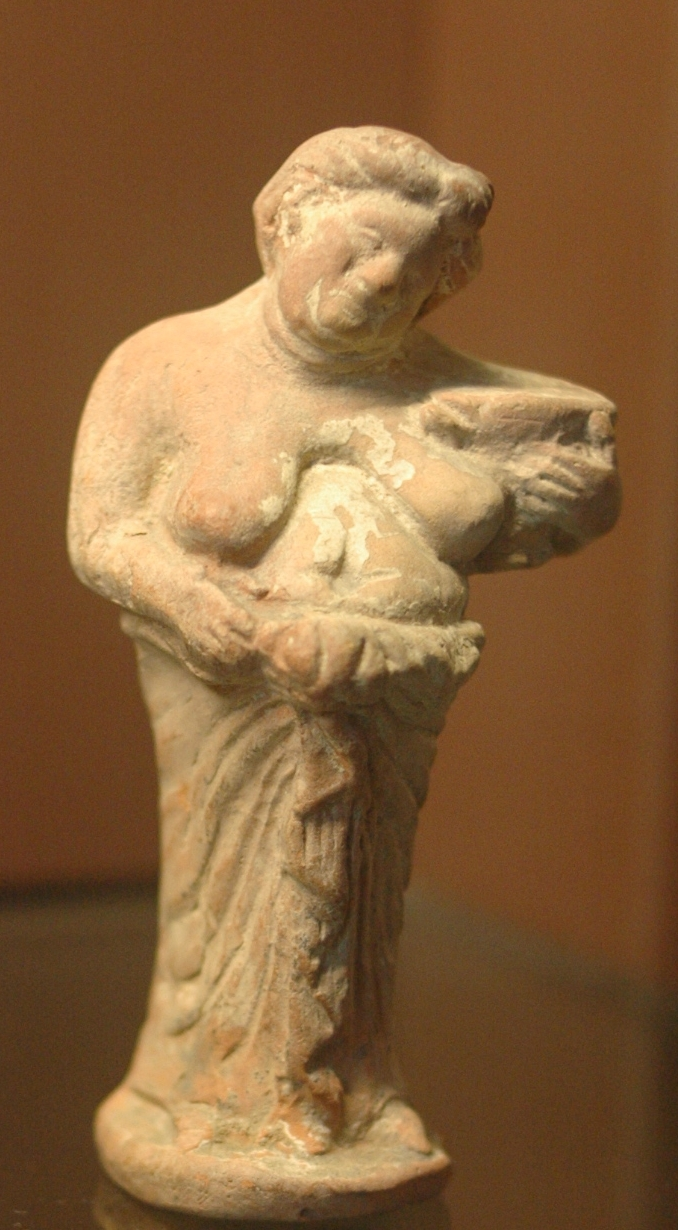
Dona obesa amb una gerra de vi, Kerch, segona meitat del, Museu del Louvre

Les figuretes de fang cuit eren anteriorment limitades a un ús religiós. Aquelles que s'utilitzaven amb major freqüència durant el període hel·lenístic eren les figuretes d'argila, que tenien un ús funerari, però també decoratiu. El perfeccionament de la tècnica de fosa va permetre obtenir estàtues reals en miniatura que contenien una gran quantitat de detalls.
A Tanagra, Boeotia, les figuretes pintades amb colors vius sovint representaven dones elegants amb escenaris força atractius. A Esmirna, Àsia Menor, coexistien dos grans estils. L'un consistia en la reproducció de les grans obres mestres de l'escultura com Hèrcules, construïdes amb argila daurada. I l'altre estil, d'una forma totalment diferent, fa referència als grotescs, que contrasten violentament amb els cànons de la bellesa grega. L'artista representa els cossos deformats -geperuts, epilèptics, hidrocèfals, dones obeses, etc. Podem preguntar-nos si no es tractarien de models mèdics. La ciutat d'Esmirna era coneguda per la seva escola de medicina. (Cf.) També podrien ser simplement caricatures amb la intenció de fer riure a la gent. Els grotescs van estar també molt generalitzats a Tars i a Alexandria.

### Art de vidre i de laglíptica
És en l'època hel·lenística quan els grecs, que només coneixien el vidre modelat, van descobrir el vidre bufat, i els va permetre construir noves creacions. L'art del vidre es va desenvolupar sobretot a Itàlia. El vidre modelat subsistia encara perquè s'utilitzava per a la creació de joies que es feien mitjançant la tècnica de l'entalla.
El gravat en joies no va progressar i va quedar reduït a sèries d'alta producció, sense cap mena d'originalitat. No obstant això, el camafeu va fer-hi la seva aparició: es tractava de tallar una pedra en relleu per tal de ressaltar els relleus i crear així els efectes del color de les diferents capes. A continuació, la peça es muntava sobre un anell o un penjoll. El període hel·lenístic va produir-ne algunes obres mestres com el camafeu Gonzaga, conservat al Museu de l'Hermitage.

## Art hel·lenístic romà
Amb el temps, els romans van ser els principals hereus d'aquest art. Van entrar en contacte amb l'art grec hel·lenístic a partir de les seves conquestes a Orient, on van contemplar i admirar per primera vegada els grans edificis civils i religiosos i el desenvolupament de l'escultura. Fins aleshores, l'evolució de l'art romà havia quedat estancat en l'art etrusc. Quan els enviats de Roma van arribar a Síria com a enemics d'Antíoc III (que havia gosat donar refugi a Aníbal, el gran enemic de Roma), van tenir ocasió de contemplar aquelles ciutats plenes d'obres d'art, amb aquelles columnates formant els famosos pòrtics sota stoas de grans magnituds, van descobrir que aquesta ciutat no tenia res a veure amb la urbanització modesta dels seus fòrums republicans ni amb l'aglomeració d'habitatges edificats que no seguien cap pla.
L'última batalla entre els romans i Antíoc va tenir lloc a la ciutat de Magnèsia, la famosa ciutat d'art hel·lenístic que destacava per la seva immensitat i pels seus monumentals edificis. Poc després, es va signar la pau a Apamea (Síria), ciutat pròspera on els edificis i el traçat urbà eren igual de grans i on hi havia un carrer porticat de 1.600 metres de longitud. Aquell mateix any 193, els edils Emili i Paule Lépid van aconseguir que es dugués a terme la construcció del primer pòrtic a Roma que seguia l'estil hel·lenístic, del qual actualment no es conserva cap resta, però se sap que estava situat entre el Palatí i l'Aventí. El 146, es va construir, en marbre, el pòrtic Metel que commemorava la derrota final de Macedònia. El seu arquitecte va ser un grec. Els pòrtics, les basíliques, les cases dels nobles, l'escultura, tot l'art romà tenia ja un tint hel·lenístic lluny de tota influència etrusca dels primers temps. Al seu torn, Roma va estendre aquest art per les províncies de l'oest: Hispània, Gàl·lia, Germània (regió) i Britànnia.